# Hauptstraße C20
Die Hauptstraße C20 im Osten Namibias zweigt bei Mariental von der Nationalstraße B1 ab und führt zunächst in östlicher Richtung als asphaltierte Straße über Stampriet nach Aranos. Anschließend verläuft sie als nicht asphaltierte Straße in nördlicher Richtung über Leonardville nach Gobabis, wo sie in die Nationalstraße B6 einmündet.